# Empusa spinosa
Empusa spinosa es una especie de mantis de la familia Empusidae.

## Distribución geográfica
Se encuentra en Omán y en Arabia Saudita.